# Список депутатов Верховного Совета РСФСР IV созыва
Список депутатов Верховного Совета РСФСР IV созыва
Верховный Совет РСФСР согласно Конституциям 1937 и 1978 годов является высшим органом государственной власти РСФСР. После изменения названия государства (декабрь 1991 г.) — Верховный Совет Российской Федерации.
Депутаты ВС РСФСР избирались по территориальным избирательным округам сначала по норме представительства, охватывавшей определенную численность населения. В связи с ростом населения росло и число депутатов ВС РСФСР, поэтому было решено установить твердую численность ВС РСФСР. По Конституции 1978 г. он состоял из 975 депутатов.
Согласно ст. 104 Конституции, ВС РСФСР правомочен решать все вопросы, отнесенные Конституцией СССР и Конституцией РСФСР к ведению РСФСР. Его исключительными правами были: принятие Конституции РСФСР, внесение в неё изменений, представление на утверждение ВС РСФСР образования новых автономных республик и автономных областей в составе РСФСР, утверждение государственных планов экономического и социального развития РСФСР, государственного бюджета РСФСР и отчетов об их исполнении, образование подотчетных ВС РСФСР органов. Законы РСФСР принимались либо ВС РСФСР, либо референдумом, проводимым по решению ВС РСФСР. ВС РСФСР проводил две сессии в год продолжительностью два-три дня. ВС РСФСР образовывал постоянные комиссии, которые работали в течение более длительного срока.
Депутаты Верховного Совета РСФСР IV созыва работали с 1955 по 1959 годы.
Всего 796 депутатов.
| # А Б В Г Д Е Ё Ж З И К Л М Н О П Р С Т У Ф Х Ц Ч Ш Щ Э Ю Я |

## А
1. Абакумова, Пелагея Степановна, Арзамасская область
2. Абдуллина, Карима Мухамедьяровна, Башкирская АССР
3. Ажирков, Пётр Иванович, Московская область
4. Акулинина, Валентина Семёновна, Краснодарский край
5. Александрова, Елизавета Михайловна, Москва
6. Алексеев, Василий Ильич, Кемеровская область
7. Алёхин, Дмитрий Иванович, Мордовская АССР
8. Алёшина, Анна Дмитриевна, Ивановская область
9. Альборов, Григорий Яковлевич, Северо-Осетинская АССР
10. Ананьин, Сергей Алексеевич, Рязанская область
11. Анастасиева, Алевтина Ивановна, Татарская АССР
12. Андреев, Андрей Андреевич, Новосибирск
13. Андреев, Евтихий Андреевич, Чувашская АССР
14. Андреева, Зоя Ананьевна, Чувашская АССР
15. Андросов, Георгий Иванович, Омск
16. Аниконов, Дмитрий Поликарпович, Калужская область
17. Анкудинов, Александр Васильевич, Тувинская автономная область
18. Анненко, Михаил Ефимович, Краснодарский край
19. Антипина, Евдокия Ивановна, Вологодская область
20. Антонов, Василий Иванович, Чкаловская область
21. Ануфриенко, Василий Иванович, Грозненская область
22. Апряткин, Семён Семёнович, Грозненская область
23. Аристов, Аверкий Борисович, Хабаровский край
24. Аронов, Василий Петрович, Орловская область
25. Архангельская, Александра Ивановна, Брянская область
26. Астайкин, Иван Павлович, Мордовская АССР
27. Астахов, Матвей Иванович, Тульская область
28. Афанасьев, Павел Яковлевич, Магаданская область
29. Ахмедова, Салимат, Дагестанская АССР
30. Ачкасов, Николай Петрович, Воронежская область

## Б
1. Бабаева, Ульяна Васильевна, Новгородская область
2. Бабминдра, Пётр Константинович, Ростовская область
3. Баев, Павел Ильич, Мурманская область
4. Бажукова, Василиса Семёновна, Архангельская область
5. Байков, Иван Иванович, Ленинград
6. Балаева, Таисия Ефимовна, Челябинск
7. Балакирева, Нина Матвеевна, Саратовская область
8. Барабанова, Ольга Дмитриевна, Ленинград
9. Баранов, Михаил Михайлович, Костромская область
10. Баранов, Фёдор Павлович, Калининская область
11. Бардеева, Анна Сергеевна, Московская область
12. Батицкий, Павел Фёдорович, Москва
13. Бахтин, Пётр Дмитриевич, Ростов-на-Дону
14. Белов, Григорий Акинфович, Ярославская область
15. Белова, Александра Ивановна, Горьковская область
16. Белова, Анна Неофитовна, Башкирская АССР
17. Белокосков, Василий Евлампиевич, Каменская область
18. Белоусова, Анфиса Прохоровна, Чувашская АССР
19. Белых, Иван Александрович, Свердловская область
20. Белькееч, Нина Николаевна, Красноярский край
21. Бельченко, Сергей Саввич, Ленинградская область
22. Беляев, Николай Иванович, Сахалинская область
23. Беляев, Николай Ильич, Алтайский край
24. Бенькович, Лев Ефремович, Хабаровский край
25. Берденникова, Екатерина Михайловна, Архангельская область
26. Бердин, Галей Иркабаевич, Башкирская АССР
27. Бердников, Александр Григорьевич, Кировская область
28. Беспалов, Николай Николаевич, Смоленская область
29. Битюков, Степан Павлович, Татарская АССР
30. Бобков, Иван Васильевич, Рязанская область
31. Бобровник, Поликарп Агапович, Приморский край
32. Бобровников, Николай Иванович, Москва
33. Бобылёв, Константин Фёдорович, Саратов
34. Богачёв, Иван Николаевич, Свердловская область
35. Богданов, Василий Дмитриевич, Калужская область
36. Богданов, Прокопий Терентьевич, Великолукская область
37. Бодрова, Екатерина Сергеевна, Рязанская область
38. Болдырев, Анатолий Сергеевич, Владимирская область
39. Болотова, Анна Андреевна, Белгородская область
40. Большаков, Дмитрий Кузьмич, Пензенская область
41. Борейко, Емельян Иванович, Смоленская область
42. Борисов, Георгий Михайлович, Брянская область
43. Борисов, Тихон Алексеевич, Воронежская область
44. Боричев, Сергей Фёдорович, Архангельская область
45. Боровых, Андрей Егорович, Брянская область
46. Бородич, Зинаида Никоноровна, Смоленская область
47. Бортаковский, Иван Иванович, Рязанская область
48. Ботова, Клавдия Ивановна, Мордовская АССР
49. Бочвар, Андрей Анатольевич, Калининская область
50. Бочкарёва, Татьяна Ивановна, Ульяновская область
51. Бочкин, Андрей Ефимович, Иркутская область
52. Брежнев, Дмитрий Данилович, Ленинградская область
53. Бриленкова, Нина Абрамовна, Брянская область
54. Буданов, Илья Фёдорович, Московская область
55. Буднюк, Николай Алексеевич, Балашовская область
56. Булгаков, Василий Яковлевич, Московская область
57. Булганин, Николай Александрович, Москва
58. Бурнацкий, Вячеслав Андреевич, Липецкая область
59. Бусыгин, Пётр Павлович, Новосибирская область
60. Бушуева, Ольга Африкановна, Калининградская область
61. Быков, Иван Иванович, Арзамасская область
62. Быков, Константин Михайлович, Ленинград
63. Быркос, Николай Петрович, Брянская область

## В
1. Вавилова, Ольга Ивановна, Пензенская область
2. Вагина, Валентина Семёновна, Ставропольский край
3. Валиуллина, Амина Гайфулловна, Татарская АССР
4. Валуев, Яков Петрович, Смоленская область
5. Вараксова, Александра Николаевна, Краснодарский край
6. Варенцов, Сергей Сергеевич, Удмуртская АССР
7. Василенко, Иван Михайлович, Алтайский край
8. Васильев, Владимир Петрович, Ульяновская область
9. Васильев, Иван Фролович, Томская область
10. Васильева, Варвара Петровна, Тульская область
11. Васильева, Лидия Михайловна, Владимирская область
12. Васильева, Мария Васильевна, Курганская область
13. Васильева, Мария Степановна, Калининградская область
14. Васюхин, Пётр Степанович, Марийская АССР
15. Вахнин, Николай Дмитриевич, Коми АССР
16. Вендэ, Ольга Денисовна, Смоленская область
17. Верменич, Кирилл Петрович, Ставропольский край
18. Вершинин, Николай Павлович, Свердловская область
19. Весёлов, Сергей Степанович, Московская область
20. Ветчанинова, Пелагея Никифоровна, Молотовская область
21. Видинеева, Антонина Игнатьевна, Каменская область
22. Винник, Павел Митрофанович, Амурская область
23. Виноградов, Василий Иванович, Ивановская область
24. Виноградов, Виктор Владимирович, Горький
25. Виноградова, Елена Григорьевна, Читинская область
26. Виноградова, Людмила Алексеевна, Ленинград
27. Вишневский, Николай Александрович, Читинская область
28. Власов, Александр Васильевич, Москва
29. Власов, Михаил Андреевич, Приморский край
30. Воинов, Юрий Львович, Тульская область
31. Войтович, Алексей Михайлович, Хабаровский край
32. Волков. Александр Петрович, Московская область
33. Волков, Иван Алексеевич, Горьковская область
34. Волкова, Евдокия Кузьминична, Горький
35. Волкова, Мария Михайловна, Московская область
36. Вопилов, Николай Лаврентьевич, Вологодская область
37. Воробьёв, Александр Васильевич, Москва
38. Воронин, Павел Андреевич, Москва
39. Ворошилов, Климент Ефремович, Сталинград
40. Ворошин, Владимир Иванович, Москва

## Г
1. Гавриш, Борис Яковлевич, Челябинск
2. Гаврюшова, Ольга Васильевна, Краснодарский край
3. Гагурин, Иван Фёдорович, Калининская область
4. Гаджимурадов, Магомед, Дагестанская АССР
5. Галенко, Александр Яковлевич, Кемеровская область
6. Галонский, Павел Петрович, Башкирская АССР
7. Гамаюнова, Евфросиния Акимовна, Хабаровский край
8. Гарифуллина, Амина Гарифулловна, Татарская АССР
9. Гафаров, Арслан Нуритдинович, Башкирская АССР
10. Герасимов, Александр Михайлович, Тамбовская область
11. Гладков, Михаил Иванович, Краснодарский край
12. Гладков, Фёдор Васильевич, Саратовская область
13. Гладышева, Клавдия Андреевна, Читинская область
14. Глазкова, Валентина Павловна, Челябинская область
15. Глазов, Евгений Михайлович, Великолукская область
16. Глашкина, Анна Михайловна, Тульская область
17. Глебов, Фёдор Иванович, Горьковская область
18. Глызина, Устинья Климовна, Иркутская область
19. Гнедов, Алексей Трофимович, Смоленская область
20. Говорушкин, Василий Степанович, Рязанская область
21. Говякова, Таисия Фёдоровна, Башкирская АССР
22. Голенков, Владимир Иванович, Новосибирская область
23. Голубев, Николай Иванович, Татарская АССР
24. Гольцов, Василий Спиридонович, Тюменская область
25. Гонтарь, Дмитрий Иванович, Краснодарский край
26. Гончаров, Пётр Иванович, Чкаловская область
27. Гопко, Анна Куприяновна, Саратовская область
28. Горбач, Никита Николаевич, Красноярский край
29. Горбенко, Иван Иванович, Каменская область
30. Горбунов, Василий Дмитриевич, Тульская область
31. Горина, Вера Игнатьевна, Саратов
32. Горохов, Андрей Фёдорович, Татарская АССР
33. Горошкин, Иван Васильевич, Тульская область
34. Горчаков, Андрей Иванович, Московская область
35. Горшков, Аким Васильевич, Владимирская область
36. Горшков, Иосиф Степанович, Тамбовская область
37. Гревцев, Иван Милаевич, Сахалинская область
38. Гречкин, Василий Петрович, Кемеровская область
39. Григорьева, Елена Алексеевна, Тамбовская область
40. Гритчин, Николай Фёдорович, Псковская область
41. Гришин, Константин Николаевич, Владимирская область
42. Гришманов, Иван Александрович, Ленинград
43. Громаков, Николай Антонович, Балашовская область
44. Громов, Григорий Петрович, Брянская область
45. Гросулов, Иван Алексеевич, Воронежская область
46. Груздев, Иван Михайлович, Липецкая область
47. Грушевой, Константин Степанович, Московская область
48. Гумилевская, Вера Сергеевна, Тульская область
49. Гурьева, Мария Михайловна, Липецкая область
50. Гутова, Екатерина Андреевна, Хабаровский край

## Д
1. Дадонов, Фёдор Никитич, Брянская область
2. Данилова, Анастасия Петровна, Якутская АССР
3. Дейнега, Кирилл Алексеевич, Ростовская область
4. Демченко, Павел Савельевич, Тульская область
5. Демянцева, Ольга Ивановна, Московская область
6. Денисов, Георгий Аполлинарьевич, Курганская область
7. Джигирев, Ремихан Яхшиевич, Дагестанская АССР
8. Дзанагов, Владимир Темирканович, Северо-Осетинская АССР
9. Дианова, Клавдия Ивановна, Куйбышевская область
10. Дикарёв, Иван Николаевич, Калужская область
11. Дмитриев, Фёдор Иванович, Владимирская область
12. Добрынин, Григорий Прокофьевич, Каменская область
13. Должин, Александр Николаевич, Омск
14. Домарев, Александр Дмитриевич, Коми АССР
15. Домбровская, Юлия Фоминична, Москва
16. Дорохов, Михаил Акимович, Ставропольский край
17. Дорохов, Роман Александрович, Алтайский край
18. Дубинин, Михаил Михайлович, Ярославская область
19. Дубровина, Людмила Викторовна, Куйбышевская область
20. Дуванов, Павел Антонович, Воронежская область
21. Дурасова, Нина Ефимовна, Чкаловская область
22. Дьяков, Николай Яковлевич, Калининская область
23. Дьяконова, Анна Ивановна, Ивановская область

## Е
1. Евсеев, Василий Петрович, Астраханская область
2. Евсеев, Вячеслав Николаевич, Куйбышевская область
3. Евстигнеев, Степан Алексеевич, Владимирская область
4. Егоров, Михаил Александрович, Ульяновская область
5. Егоров, Сергей Михайлович, Смоленская область
6. Ёлкин, Алексей Дмитриевич, Курганская область
7. Елютин, Вячеслав Петрович, Татарская АССР
8. Ененкова, Жанна Александровна, Тамбовская область
9. Ерёменко, Александр Матвеевич, Белгородская область
10. Ерёмина, Александра Ивановна, Сталинградская область
11. Ермакова, Агафья Петровна, Московская область
12. Ермолаев, Григорий Иванович, Кемеровская область
13. Ерофеев, Павел Порфирьевич, Московская область
14. Ефименко, Лукерия Кондратьевна, Ростовская область
15. Ефремов, Степан Андрианович, Удмуртская АССР

## Ж
1. Жаринов, Василий Николаевич, Брянская область
2. Жарич, Феодосий Григорьевич, Липецкая область
3. Жарков, Константин Павлович, Ярославская область
4. Жемчужников, Михаил Яковлевич, Каменская область
5. Живодёрников, Михаил Арсеньевич, Новосибирск
6. Жиганов, Назиб Гаязович, Татарская АССР
7. Журавлёв, Василий Георгиевич, Пензенская область

## З
1. Забродин, Иван Матвеевич, Куйбышев
2. Загафуранов, Файзрахман Загафуранович, Башкирская АССР
3. Заграничная, Мария Ивановна, Удмуртская АССР
4. Зайцев, Николай Николаевич, Молотов
5. Зарайская, Ольга Максимовна, Московская область
6. Зарипов, Расых Зарипович, Татарская АССР
7. Захаров, Алексей Фёдорович, Военный избирательный округ
8. Захаров, Семён Егорович, Ленинград
9. Захарова, Зоя Алексеевна, Удмуртская АССР
10. Захваткина, Ираида Прокопьевна, Молотов
11. Звягинцев, Василий Кириллович, Ставропольский край
12. Зебрина, Евдокия Ивановна, Арзамасская область
13. Зимин, Иван Николаевич, Калининская область
14. Зинченко, Василий Емельянович, Воронежская область
15. Золотухин, Григорий Сергеевич, Тамбовская область
16. Зорин, Иван Васильевич, Чкаловская область
17. Зубов, Константин Александрович, Москва
18. Зуева, Татьяна Михайловна, Краснодарский край
19. Зырянов, Павел Иванович, Приморский край

## И
1. Иваненко, Александра Игнатьевна, Ростовская область
2. Иванов, Василий Иванович, Красноярский край
3. Иванов, Дмитрий Иванович, Псковская область
4. Иванова, Вера Николаевна, Костромская область
5. Иванова, Екатерина Ивановна, Ивановская область
6. Ивлева, Пелагея Сергеевна, Московская область
7. Игнатов, Николай Фёдорович, Московская область
8. Игнатьев, Леонид Филиппович, Удмуртская АССР
9. Игнатьев, Семён Денисович, Башкирская АССР
10. Игошин, Пётр Владимирович, Арзамасская область
11. Ильина, Ольга Васильевна, Ленинградская область
12. Ильюшин, Алексей Антонович, Ленинград
13. Исаев, Павел Николаевич, Свердловская область
14. Исаковский, Михаил Васильевич, Смоленская область
15. Искандеров, Салих Искандерович, Татарская АССР
16. Ислюков, Семён Матвеевич, Чувашская АССР

## К
1. Кабаков, Валентин Семёнович, Великолукская область
2. Каблов, Николай Алексеевич, Ульяновская область
3. Кавешникова, Агафья Николаевна, Балашовская область
4. Каганович, Лазарь Моисеевич, Свердловск
5. Казаков, Николай Степанович, Свердловская область
6. Казьмин, Николай Дмитриевич, Ленинградская область
7. Каиров, Иван Андреевич, Ставропольский край
8. Кайгородова, Валентина Алексеевна, Свердловская область
9. Калашников, Василий Дмитриевич, Алтайский край
10. Калинина, Зинаида Алексеевна, Калининская область
11. Калинкина, Анна Васильевна, Калининская область
12. Калугина, Антонина Яковлевна, Челябинская область
13. Калюкин, Александр Григорьевич, Курская область
14. Камалова, Ильдуса Хисамеевна, Башкирская АССР
15. Каменев, Пётр Ильич, Башкирская АССР
16. Кампов-Полевой, Борис Николаевич, Пензенская область
17. Кандибор, Александр Иванович, Красноярский край
18. Кандрёнков, Андрей Андреевич, Московская область
19. Капацинская, Антонина Александровна, Горьковская область
20. Капитонов, Иван Васильевич, Московская область
21. Капранова, Мария Герасимовна, Краснодарский край
22. Караваев, Сергей Андреевич, Тюменская область
23. Карданов, Замихшери Касимович, Ставропольский край
24. Каримов, Мустафа Сафич, Башкирская АССР
25. Карпович, Екатерина Николаевна, Томская область
26. Карпущенко, Николай Иванович, Читинская область
27. Катаева, Мария Мокеевна, Молотовская область
28. Кашников, Василий Ильич, Челябинская область
29. Кашутина, Ольга Дмитриевна, Горьковская область
30. Кешоков, Алим Пшемахович, Кабардинская АССР
31. Киле, Антонина Сергеевна, Хабаровский край
32. Кириллова, Татьяна Кузьминична, Куйбышев
33. Климов, Владимир Яковлевич, Ленинград
34. Климов, Григорий Игнатьевич, Бурят-Монгольская АССР
35. Клопова, Анастасия Васильевна, Алтайский край
36. Князев, Василий Емельянович, Амурская область
37. Ковалёва, Акулина Ивановна, Красноярск
38. Коврова, Прасковья Николаевна, Рязанская область
39. Козлов, Алексей Иванович, Читинская область
40. Козлов, Фрол Романович, Ленинград
41. Козюля, Иван Корнилович, Красноярский край
42. Кокарев, Александр Акимович, Красноярский край
43. Кокорина, Ксения Ефремовна, Кировская область
44. Колбас, Пётр Сергеевич, Томская область
45. Колесников, Фёдор Иванович, Дагестанская АССР
46. Колмогорцева, Зинаида Филипповна, Челябинская область
47. Колобов, Николай Романович, Тамбовская область
48. Колобова, Ираида Валентиновна, Новгородская область
49. Коломыцева, Анна Ивановна, Белгородская область
50. Колядина, Варвара Васильевна, Пензенская область
51. Комаров, Иван Иванович, Иркутская область
52. Комзин, Иван Васильевич, Куйбышевская область
53. Комлев, Матвей Кондратьевич, Омская область
54. Кондратьев, Григорий Иванович, Марийская АССР
55. Кондрашкин, Василий Александрович, Красноярский край
56. Коновалова, Нина Васильевна, Удмуртская АССР
57. Конопасов, Георгий Николаевич, Челябинск
58. Корепанова, Клавдия Матвеевна, Удмуртская АССР
59. Корешков, Михаил Егорович, Московская область
60. Корнеев, Василий Никифорович, Воронежская область
61. Корнилова, Мария Ивановна, Чкаловская область
62. Коробкина, Мария Петровна, Ростовская область
63. Коробова, Прасковья Николаевна, Саратовская область
64. Коровецкая, Наталья Никифоровна, Орловская область
65. Королёв, Анатолий Алексеевич, Воронежская область
66. Королёв, Василий Васильевич, Москва
67. Коротаев, Георгий Михайлович, Белгородская область
68. Короткова, Екатерина Максимовна, Белгородская область
69. Корчагина, Валентина Семёновна, Алтайский край
70. Корчагина, Мария Васильевна, Ленинград
71. Корыхалова, Елизавета Владимировна, Вологодская область
72. Косиков, Пётр Макеевич, Иркутская область
73. Косинская, Мария Ивановна, Кемеровская область
74. Косс, Александр Филиппович, Военный избирательный округ
75. Кострикова, Елизавета Мироновна, Кировская область
76. Косыгин, Алексей Николаевич, Ярославская область
77. Котова, Серафима Александровна, Москва
78. Коханский, Василий Аркадьевич, Читинская область
79. Кочедыков, Александр Николаевич, Горьковская область
80. Кочемасов, Вячеслав Иванович, Калужская область
81. Кочетков, Александр Денисович, Белгородская область
82. Кочина, Пелагея Яковлевна, Москва
83. Кошевой, Пётр Кириллович, Калининградская область
84. Кошелев, Александр Владимирович, Горьковская область
85. Коюшев, Изосим Александрович, Коми АССР
86. Крапивин, Аристарх Иванович, Красноярский край
87. Крапчин, Иван Георгиевич, Орловская область
88. Краснокутский, Константин Михайлович, Приморский край
89. Краснослободцев, Василий Андреевич, Тамбовская область
90. Краюхин, Василий Николаевич, Свердловская область
91. Крестьянинов, Василий Иванович, Москва
92. Кривов, Александр Михайлович, Краснодарский край
93. Кривовяз, Вера Сергеевна, Красноярский край
94. Кривошей, Анатолий Фёдорович, Белгородская область
95. Круглов, Алексей Андреевич, Иркутская область
96. Круглов, Виталий Михайлович, Калининская область
97. Крупин, Дмитрий Васильевич, Ростовская область
98. Крутелёва, Мария Степановна, Костромская область
99. Круткина, Александра Евгеньевна, Тюменская область
100. Крыжов, Всеволод Александрович, Ленинград
101. Крымская, Вера Петровна, Свердловск
102. Крюков, Дмитрий Николаевич, Тюменская область
103. Кряжев, Василий Ильич, Кировская область
104. Кудрявцев, Александр Васильевич, Кировская область
105. Кудряшова, Анастасия Даниловна, Чкаловская область
106. Кузин, Михаил Иванович, Свердловск
107. Кузнецов, Николай Евгеньевич, Ярославская область
108. Кузнецов, Фёдор Федотович, Ульяновская область
109. Кузьмин, Александр Леонидович, Новосибирск
110. Кузьмин, Николай Михайлович, Москва
111. Куклин, Александр Константинович, Новосибирская область
112. Куксова, Галина Игнатьевна, Курская область
113. Куликова, Антонина Павловна, Московская область
114. Куликова, Екатерина Ивановна, Каменская область
115. Кункин, Михаил Фёдорович, Башкирская АССР
116. Купнова, Татьяна Матвеевна, Омская область
117. Кураков, Алексей Николаевич, Тульская область
118. Курашов, Сергей Владимирович, Молотовская область
119. Куршев, Александр Николаевич, Краснодарский край
120. Кутузов, Иван Егорович, Челябинская область
121. Кучеренко, Владимир Алексеевич, Москва

## Л
1. Лабудин, Василий Николаевич, Московская область
2. Лазарев, Николай Андреевич, Военный избирательный округ
3. Ламакин, Сергей Кузьмич, Калининская область
4. Лапковский, Михаил Владимирович, Омская область
5. Лаптева, Валентина Вячеславовна, Липецкая область
6. Ларин, Иван Афанасьевич, Брянская область
7. Ларина, Валентина Александровна, Иркутская область
8. Лахина, Любовь Ивановна, Омская область
9. Лебедев, Иван Кононович, Омская область
10. Лебедев, Пётр Сергеевич, Ленинград
11. Левченко, Гордей Иванович, Краснодарский край
12. Лежепёкова, Александра Петровна, Орловская область
13. Леонтьева, Екатерина Ивановна, Арзамасская область
14. Лепешинская, Ольга Борисовна, Рязанская область
15. Лестева, Татьяна Семёновна, Челябинская область
16. Липадкин, Василий Михайлович, Кабардинская АССР
17. Лобай, Иван Петрович, Челябинская область
18. Лобанов, Иван Петрович, Калининская область
19. Лобанов, Павел Павлович, Омская область
20. Лобов, Евгений Петрович, Тамбовская область
21. Логинов, Савелий Прохорович, Архангельская область
22. Логинов, Фёдор Георгиевич, Куйбышевская область
23. Логунов, Иван Алексеевич, Балашовская область
24. Ложкин, Владимир Яковлевич, Астраханская область
25. Лозанов, Николай Николаевич, Татарская АССР
26. Лошкарёва, Наталья Андреевна, Калининская область
27. Лукашёв, Иван Алексеевич, Брянская область
28. Лукашин, Пётр Тимофеевич, Военный избирательный округ
29. Лунёв, Константин Фёдорович, Московская область
30. Лыкова, Лидия Петровна, Ивановская область
31. Любимов, Александр Васильевич, Ставропольский край
32. Лялин, Павел Николаевич, Новгородская область
33. Лямов, Василий Павлович, Якутская АССР
34. Ляшенко, Надежда Васильевна, Воронежская область
35. Лященко, Николай Григорьевич, Калининская область

## М
1. Магомедова, Ханум Магомедовна, Дагестанская АССР
2. Майоров, Борис Яковлевич, Куйбышевская область
3. Макарычева, Анна Васильевна, Приморский край
4. Макевич, Анна Васильевна, Пензенская область
5. Максимов, Михаил Константинович, Калининская область
6. Максина, Вера Павловна, Башкирская АССР
7. Маландин, Герман Капитонович, Военный избирательный округ
8. Маленков, Георгий Максимилианович, Москва
9. Малинина, Прасковья Андреевна, Костромская область
10. Малова, Лидия Ивановна, Москва
11. Малолетнева, Мария Дмитриевна, Смоленская область
12. Малышев, Арсений Дмитриевич, Московская область
13. Малышев, Вячеслав Александрович, Кемеровская область
14. Марасанов, Александр Ксенофонтович, Курская область
15. Марков, Евгений Фёдорович, Новосибирск
16. Мартьянов, Андрей Евдокимович, Чкаловская область
17. Марченко, Иван Тихонович, Москва
18. Марченко, Надежда Петровна, Амурская область
19. Маскаева, Вера Ивановна, Ульяновская область
20. Маслов, Василий Алексеевич, Костромская область
21. Маслова, Феодосия Ивановна, Астраханская область
22. Матвиенко, Валентина Ивановна, Краснодарский край
23. Матюшкин, Дмитрий Михайлович, Краснодарский край
24. Медведева, Агния Михайловна, Свердловская область
25. Меньшикова, Екатерина Васильевна, Ярославская область
26. Мерзляков, Степан Кононович, Кировская область
27. Меркулов, Павел Иванович, Арзамасская область
28. Механников, Илья Иванович, Красноярск
29. Микоян, Анастас Иванович, Ростов-на-Дону
30. Минина, Евдокия Михеевна, Курганская область
31. Миронова, Зоя Васильевна, Москва
32. Михайлов, Иван Петрович, Ставропольский край
33. Михайлов, Сергей Михайлович, Псковская область
34. Михеева, Маргарита Владимировна, Кировская область
35. Михеева, Мария Матвеевна, Новосибирская область
36. Мищенко, Варвара Ивановна, Краснодарский край
37. Моликов, Сергей Иванович, Архангельская область
38. Молотов, Вячеслав Михайлович, Москва
39. Монахова, Вера Семёновна, Северо-Осетинская АССР
40. Мординов, Николай Егорович, Якутская АССР
41. Морозов, Алексей Иванович, Кемеровская область
42. Морозова, Мария Васильевна, Мордовская АССР
43. Мосалов, Николай Иванович, Татарская АССР
44. Мосунова, Евдокия Петровна, Марийская АССР
45. Мотов, Аркадий Дмитриевич, Москва
46. Мошкина, Александра Ивановна, Кировская область
47. Муравленко, Виктор Иванович, Куйбышевская область
48. Муравьёва, Нонна Александровна, Ивановская область
49. Муратов, Зиннят Ибетович, Татарская АССР
50. Мутыгуллин, Шайхулла Мутыгуллович, Татарская АССР
51. Мухаркин, Дмитрий Петрович, Свердловская область
52. Мыларщиков, Владимир Павлович, Московская область

## Н
1. Назаров, Иван Михайлович, Красноярский край
2. Некрасов, Константин Сергеевич, Сталинградская область
3. Непшекуев, Сагид Тагирович, Краснодарский край
4. Нефёдов, Сергей Фотиевич, Челябинская область
5. Нечаев, Пётр Михайлович, Алтайский край
6. Нечай, Анна Ивановна, Амурская область
7. Нечипоренко, Всеволод Филиппович, Ярославская область
8. Нещадимов, Константин Дометьевич, Кемеровская область
9. Низамов, Салях Низамович, Татарская АССР
10. Николаев, Степан Герасимович, Мордовская АССР
11. Николаев, Фёдор Фёдорович, Краснодарский край
12. Николаева, Агафья Григорьевна, Кемеровская область
13. Никольская, Анна Дмитриевна, Ульяновская область
14. Нилова, Елизавета Ивановна, Калининская область
15. Новикова, Анна Алексеевна, Красноярский край
16. Новожилов, Николай Михайлович, Костромская область
17. Носов, Георгий Андреевич, Пензенская область
18. Носова, Елена Ильинична, Воронежская область
19. Нугманов, Микаил Исраевич, Башкирская АССР

## О
1. Оборин, Филипп Маркелович, Молотовская область
2. Образцова, Мария Семёновна, Саратов
3. Обрезумова, Анастасия Архиповна, Мурманская область
4. Обухов, Александр Кириллович, Хабаровский край
5. Овчарова, Александра Емельяновна, Москва
6. Овчинникова, Анна Васильевна, Кировская область
7. Овчинникова, Анна Никитична, Бурят-Монгольская АССР
8. Опарин, Александр Иванович, Москва
9. Орехов, Алексей Алексеевич, Калининградская область
10. Орлова, Нина Григорьевна, Балашовская область
11. Осинцев, Михаил Александрович, Ленинградская область

## П
1. Павлов, Яков Федотович, Новгородская область
2. Панкратова, Елизавета Васильевна, Московская область
3. Панькин, Иван Степанович, Сталинградская область
4. Паньшина, Валентина Михайловна, Новосибирская область
5. Парилов, Николай Михайлович, Ивановская область
6. Пархоменко, Мария Кондратьевна, Алтайский край
7. Пархоменко, Фёдор Александрович, Курская область
8. Паршин, Пётр Иванович, Пензенская область
9. Паршукова, Ольга Ефимовна, Свердловская область
10. Патров, Николай Сергеевич, Иркутская область
11. Пашкова, Ефросиния Филипповна, Кемеровская область
12. Пегов, Анатолий Михайлович, Москва
13. Первухин, Михаил Георгиевич, Ленинград
14. Пересыпкин, Иван Терентьевич, Чкаловская область
15. Перетолчина, Ольга Романовна, Иркутская область
16. Персиянцева, Надежда Петровна, Московская область
17. Петрова, Анна Македоновна, Кемеровская область
18. Петрова, Зинаида Петровна, Ленинградская область
19. Петрова, Мария Яковлевна, Ленинград
20. Петровский, Иван Георгиевич, Москва
21. Пивкин, Иван Сергеевич, Мордовская АССР
22. Пигурнов, Афанасий Петрович, Ленинград
23. Пирогов, Александр Степанович, Рязанская область
24. Пичурина, Анастасия Федосеевна, Орловская область
25. Плотников, Николай Константинович, Приморский край
26. Поваров, Анатолий Сергеевич, Костромская область
27. Поликарпов, Дмитрий Алексеевич, Москва
28. Полубояров, Павел Павлович, Башкирская АССР
29. Помаскина, Антонина Ивановна, Свердловская область
30. Пономарёв, Константин Николаевич, Чкаловская область
31. Пономарёв, Михаил Александрович (государственный деятель), Молотовская область
32. Пономарёва, Зинаида Андреевна, Вологодская область
33. Пономарёва, Ольга Андреевна, Молотовская область
34. Попов, Иван Васильевич, Белгородская область
35. Попов, Митрофан Николаевич, Каменская область
36. Попов, Фёдор Васильевич, Амурская область
37. Попова, Александра Васильевна, Московская область
38. Попова, Нина Дмитриевна, Томская область
39. Порошин, Александр Петрович, Кемеровская область
40. Портнова, Лидия Ивановна, Свердловская область
41. Портнова, Ольга Михайловна, Ростов-на-Дону
42. Поспелов, Пётр Николаевич, Белгородская область
43. Почупайло, Яков Гурьевич, Военный избирательный округ
44. Привалов, Василий Ефимович, Свердловская область
45. Примаченко, Пётр Степанович, Московская область
46. Провкин, Ефим Денисович, Иркутская область
47. Прозоров, Пётр Алексеевич, Кировская область
48. Прокофьев, Алексей Макарович, Свердловская область
49. Промыслов, Владимир Фёдорович, Москва
50. Пронин, Алексей Михайлович, Московская область
51. Пронин, Михаил Михайлович, Военный избирательный округ
52. Проскурин, Алексей Дмитриевич, Горький
53. Протасов, Валерий Георгиевич, Свердловск
54. Протопопова, Анна Васильевна, Московская область
55. Прохоров, Арсений Иосифович, Кировская область
56. Прохоров, Василий Ильич, Москва
57. Псарёва, Елизавета Николаевна, Краснодарский край
58. Пузанов, Александр Михайлович, Саратовская область
59. Пузиков, Сергей Тимофеевич, Ростовская область
60. Пулин, Пётр Иванович, Вологодская область
61. Пустовалова, Прасковья Андреевна, Воронежская область
62. Пухальская, Анна Евгеньевна, Омск
63. Пуцилло, Мария Даниловна, Приморский край
64. Пчёлкина, Галина Алексеевна, Псковская область
65. Пшеницын, Николай Николаевич, Ленинградская область
66. Пятченко, Михаил Никифорович, Краснодарский край

## Р
1. Радченко, Мария Ивановна, Брянская область
2. Раев, Михаил Васильевич, Кемеровская область
3. Ревенко, Иван Иванович, Краснодарский край
4. Реус, Устинья Николаевна, Ставропольский край
5. Робаковская, Анфиса Антоновна, Липецкая область
6. Рогов, Алексей Семёнович, Каменская область
7. Родионов, Алексей Алексеевич, Омск
8. Родионов, Николай Николаевич, Ленинград
9. Рожнева, Мария Ивановна, Московская область
10. Романов, Павел Григорьевич, Молотовская область
11. Романова, Мария Михайловна, Чувашская АССР
12. Романова, Софья Семёновна, Калужская область
13. Ромашков, Андрей Павлович, Хабаровский край
14. Ростовский, Сергей Петрович, Челябинская область
15. Ростовцева, Нина Павловна, Сахалинская область
16. Рощёвкин, Иван Николаевич, Липецкая область
17. Рубанюк, Иван Андреевич, Приморский край
18. Рубичев, Анатолий Тимофеевич, Великолукская область
19. Руденко, Сергей Игнатьевич, Воронежская область
20. Рудиковский, Виктор Константинович, Иркутская область
21. Рудницкий, Виталий Валерьянович, Сталинградская область
22. Рудченко, Анна Васильевна, Курская область
23. Рыбаков, Александр Иванович, Татарская АССР
24. Рыжников, Михаил Иванович, Рязанская область
25. Рыкачёв, Юрий Борисович, Военный избирательный округ

## С
1. Сабуров, Максим Захарович, Горький
2. Савельев, Дмитрий Фёдорович, Удмуртская АССР
3. Савин, Михей Яковлевич, Тюменская область
4. Савченко, Алексей Емельянович, Курская область
5. Савченко, Анна Ивановна, Сахалинская область
6. Самойлов, Илья Карпович, Балашовская область
7. Сапрыгин, Василий Фёдорович, Мордовская АССР
8. Сапрыкина, Таисия Николаевна, Астраханская область
9. Сараев, Фёдор Трифонович, Читинская область
10. Саранцева, Антонина Леонтьевна, Каменская область
11. Сафронов, Арсений Михайлович, Башкирская АССР
12. Сафронова, Анна Алексеевна, Великолукская область
13. Седов, Иван Макарович, Тульская область
14. Седов, Юрий Владимирович, Пензенская область
15. Селиверстова, Екатерина Петровна, Рязанская область
16. Селифонова, Прасковья Сергеевна, Брянская область
17. Семёнов, Василий Викторович, Ленинград
18. Семёнова, Александра Васильевна, Ярославская область
19. Семичастный, Владимир Ефимович, Вологодская область
20. Сентюрев, Павел Александрович, Курская область
21. Сергеев, Николай Дмитриевич, Архангельская область
22. Сергеев, Павел Филиппович, Липецкая область
23. Серёгин, Иван Михайлович, Ульяновская область
24. Серенко, Никита Васильевич, Алтайский край
25. Серков, Анатолий Фирсович, Сталинград
26. Серов, Иван Александрович, Сталинградская область
27. Сиверин, Николай Иванович, Ленинградская область
28. Сизов, Геннадий Фёдорович, Курганская область
29. Симоненко, Владимир Трофимович, Курская область
30. Симонов, Кирилл Михайлович, Башкирская АССР
31. Симонова, Клавдия Александровна, Куйбышевская область
32. Симутенкова, Ольга Титовна, Смоленская область
33. Синицына, Пелагея Фёдоровна, Воронежская область
34. Скачков, Иван Михайлович, Московская область
35. Скворцов, Иван Александрович, Псковская область
36. Скорикова, Зоя Николаевна, Ярославская область
37. Слайковский, Захар Филиппович, Калининградская область
38. Слепуха, Дмитрий Алексеевич, Сталинградская область
39. Смирнов, Александр Дмитриевич, Молотов
40. Смирнов, Александр Иванович, Читинская область
41. Смирнов, Анатолий Александрович, Горьковская область
42. Смирнов, Владимир Иванович, Куйбышев
43. Смирнов, Николай Иванович, Балашовская область
44. Смирнов, Николай Иванович, Ленинград
45. Соколов, Алексей Григорьевич, Саратовская область
46. Соколов, Алексей Ефимович, Горький
47. Соколов, Виктор Николаевич, Вологодская область
48. Соколов, Никита Григорьевич, Омская область
49. Соколов, Тихон Иванович, Смоленская область
50. Соловьёв, Леонид Николаевич, Молотовская область
51. Соловьёв, Пётр Николаевич, Хабаровский край
52. Солодкова, Людмила Антоновна, Чувашская АССР
53. Сорвачёва, Нина Семёновна, Коми АССР
54. Сорокин, Василий Васильевич, Ленинград
55. Степанов, Ефим Васильевич, Приморский край
56. Степанов, Николай Васильевич, Калининградская область
57. Стёпин, Пётр Матвеевич, Ставропольский край
58. Стрижак, Владимир Степанович, Краснодарский край
59. Стрижевский, Борис Дмитриевич, Воронежская область
60. Строкин, Николай Иванович, Горький
61. Студеникина, Валентина Николаевна, Калужская область
62. Ступенко, Василий Иванович, Великолукская область
63. Сулименко, Василий Дмитриевич, Ростов-на-Дону
64. Сунрапова, Дулма, Читинская область
65. Сураев, Пётр Иванович, Новгородская область
66. Сурин, Пётр Васильевич, Тамбовская область
67. Суровцева, Зинаида Сергеевна, Тамбовская область
68. Суслов, Михаил Андреевич, Куйбышев
69. Сутулов, Лев Северьянович, Рязанская область
70. Сычёв, Иван Фёдорович, Саратов

## Т
1. Тарабуев, Яков Сергеевич, Мурманская область
2. Тарасов, Александр Павлович, Военный избирательный округ
3. Тарасов, Михаил Петрович, Молотовская область
4. Тарасова, Ангелина Аркадьевна, Чкаловская область
5. Тевосян, Иван Фёдорович, Челябинск
6. Тенятов, Виктор Яковлевич, Горьковская область
7. Теребова, Елизавета Александровна, Свердловская область
8. Терёхина, Ольга Петровна, Саратовская область
9. Терещенко, Алексей Григорьевич, Алтайский край
10. Тимкин, Юрий Михайлович, Молотовская область
11. Тимофеев, Владимир Семёнович, Магаданская область
12. Тихонов, Иван Матвеевич, Вологодская область
13. Тихонова, Ольга Ивановна, Молотовская область
14. Тишина, Татьяна Харлампиевна, Курская область
15. Тищенко, Владимир Иосифович, Курская область
16. Толчёнов, Алексей Яковлевич, Свердловская область
17. Топчиев, Александр Васильевич, Московская область
18. Тотьмянин, Иван Михайлович, Молотовская область
19. Трапезников, Алексей Петрович, Арзамасская область
20. Трегубова, Анастасия Васильевна, Красноярский край
21. Третьяков, Иван Георгиевич, Саратовская область
22. Тризно, Фёдор Иванович, Московская область
23. Троскина, Татьяна Павловна, Арзамасская область
24. Труфанов, Николай Иванович, Сахалинская область
25. Трухин, Пётр Михайлович, Челябинская область

## У
1. Улин, Василий Иванович, Башкирская АССР
2. Ульянов, Алексей Фёдорович, Саратовская область
3. Уманский, Никита Фёдорович, Краснодарский край
4. Уранов, Владимир Иванович, Новосибирская область
5. Усанов, Иван Алексеевич, Ставропольский край
6. Усачёва, Зинаида Николаевна, Татарская АССР
7. Устюжанинов, Пётр Семёнович, Кировская область
8. Ушакова, Анна Ивановна, Чкаловская область
9. Ушакова, Елизавета Ивановна, Московская область

## Ф
1. Фавстова, Таисия Ивановна, Новосибирск
2. Фадеев, Иван Иванович, Алтайский край
3. Фалалеев, Николай Георгиевич, Красноярский край
4. Федин, Александр Андреевич, Курганская область
5. Федин, Константин Александрович, Москва
6. Фёдоров, Николай Николаевич, Челябинская область
7. Фёдорова, Нина Емельяновна, Ивановская область
8. Феофанова, Антонина Сергеевна, Амурская область
9. Филина, Ольга Арсеньевна, Куйбышевская область
10. Филиппова, Александра Матвеевна, Алтайский край
11. Флорентьев, Леонид Яковлевич, Алтайский край
12. Фокеев, Евгений Иванович, Кировская область
13. Фокин, Павел Николаевич, Тамбовская область
14. Фурсов, Григорий Петрович, Воронежская область
15. Фурцева, Екатерина Алексеевна, Москва

## Х
1. Хакова, Тамара Александровна, Смоленская область
2. Харитонова, Зоя Фёдоровна, Молотовская область
3. Харитонова, Лариса Филипповна, Куйбышевская область
4. Харюшина, Елизавета Андреевна, Приморский край
5. Хасанова, Ашрафруй Хасановна, Татарская АССР
6. Хатанзейский, Пётр Мокеевич, Архангельская область
7. Хахалина, Елена Григорьевна, Ленинградская область
8. Хижняченко, Пётр Евгеньевич, Каменская область
9. Химич, Георгий Лукич, Свердловск
10. Хисамова, Закия Самигуллиновна, Башкирская АССР
11. Хомякова, Валентина Петровна, Кемеровская область
12. Хорикова, Дарья Яковлевна, Владимирская область
13. Хорькова, Фаина Матвеевна, Курская область
14. Храмова, Вера Васильевна, Саратовская область
15. Хренников, Тихон Николаевич, Новгородская область
16. Христофорова, Антонина Ивановна, Калининская область
17. Хрусталёв, Сергей Александрович, Кировская область
18. Хрущёв, Никита Сергеевич, Москва
19. Хубаев, Геннадий Александрович, Калужская область
20. Хусаинова, Галябя Бургановна, Татарская АССР

## Ц
1. Цветкова, Вера Семёновна, Ивановская область
2. Цесарский, Виктор Прохорович, Приморский край
3. Цыдынжапов, Гомбожап Цыдынжапович, Бурят-Монгольская АССР
4. Цыремпилон, Доржи Цыремпилович, Бурят-Монгольская АССР
5. Цюпа, Никифор Ильич, Краснодарский край

## Ч
1. Чабаненко, Андрей Трофимович, Мурманская область
2. Чабанов, Фёдор Васильевич, Алтайский край
3. Чадаев, Яков Ермолаевич, Кировская область
4. Чалая, Ирина Трофимовна, Курская область
5. Чащина, Пелагея Владимировна, Алтайский край
6. Чепелов, Филипп Иванович, Свердловская область
7. Черенков, Алексей Васильевич, Башкирская АССР
8. Черепнина, Мария Владимировна, Москва
9. Черкашина, Агриппина Ивановна, Чкаловская область
10. Черношеин, Василий Алексеевич, Ярославская область
11. Черных Акулина Михайловна, Воронежская область
12. Чесноков, Николай Ермолаевич, Орловская область
13. Чиликина, Мария Софроновна, Балашовская область
14. Чистякова, Вера Александровна, Свердловская область
15. Чмутова, Елена Андреевна, Вологодская область
16. Чурин, Александр Иванович, Военный избирательный округ
17. Чучина, Татьяна Васильевна, Московская область

## Ш
1. Шабалина, Антонина Спиридоновна, Ростовская область
2. Шагалов, Анатолий Иванович, Вологодская область
3. Шамхалов, Шахрудин Магомедович, Дагестанская АССР
4. Шапкина, Таисия Михайловна, Ленинградская область
5. Шаповалов, Владимир Семёнович, Кемеровская область
6. Шапошников, Алексей Александрович, Астраханская область
7. Шапуров, Сергей Иванович, Сталинград
8. Шаталин, Николай Николаевич, Владимирская область
9. Шахова, Анна Петровна, Новгородская область
10. Шверник, Николай Михайлович, Московская область
11. Швыркова, Раиса Ивановна, Челябинская область
12. Шевченко, Сергей Васильевич, Алтайский край
13. Шестак, Клариса Петровна, Сахалинская область
14. Шипова, Валентина Ивановна, Москва
15. Ширшова, Зоя Ивановна, Арзамасская область
16. Шкарбан, Иван Григорьевич, Новосибирская область
17. Шкурова, Валентина Николаевна, Пензенская область
18. Шманенко, Василий Кузьмич, Молотовская область
19. Шорохов, Семён Маркович, Мордовская АССР
20. Шостакович, Дмитрий Дмитриевич, Ленинград
21. Шпрунг, Николай Васильевич, Красноярский край
22. Штрихина, Александра Георгиевна, Ленинград
23. Шумилов, Василий Тимофеевич, Ленинградская область

## Щ
1. Щелко, Илья Михайлович, Московская область
2. Щербаков, Прохор Васильевич, Марийская АССР
3. Щетинин, Семён Николаевич, Иркутская область
4. Щукин, Павел Иванович, Ивановская область

## Э
1. Эльгер, Семён Васильевич, Чувашская АССР

## Ю
1. Юдина, Татьяна Фёдоровна, Владимирская область
2. Юркин, Тихон Александрович, Новосибирская область

## Я
1. Яблоков, Дмитрий Дмитриевич, Томская область
2. Яброва, Варвара Ивановна, Тюменская область
3. Яицкая, Ксения Ивановна, Сталинградская область
4. Яковлев, Александр Иванович, Грозненская область
5. Яковлев, Иван Дмитриевич, Новосибирская область
6. Яковлев, Николай Дмитриевич, Военный избирательный округ
7. Якубовский, Иван Игнатьевич, Военный избирательный округ
8. Якубсон, Анатолий Яковлевич, Орловская область
9. Якуничева, Анна Александровна, Псковская область
10. Якушева, Антонина Ивановна, Куйбышев
11. Ясинецкая, Людмила Петровна, Грозненская область
12. Яснов, Михаил Алексеевич, Москва
13. Яшин, Алексей Григорьевич, Орловская область